# Vanya Peirani-Vignes
Pour les articles homonymes, voir Peirani et Vignes.
Vanya Peirani-Vignes est un réalisateur et scénariste français.

## Filmographie
Réalisateur
- Déflagrations, long-métrage
- The Cab-Ride, court-métrage
- Décrocher Un Rôle, court-métrage, produit par Mezzanine Films.
- Revivre à la Nouvelle-Orléans, documentaire, produit par Diola Production.
- Le Pouvoir Inconnu, court-métrage, produit par FMR Productions.
- 11'09"01, court métrage

Scénariste
- Déflagrations, long-métrage
- The Cab-Ride, court métrage
- Décrocher Un Rôle, court-métrage, produit par Mezzanine Films.
- Le Pouvoir Inconnu, court-métrage, produit par FMR Productions.
- 11'09"01, court métrage